# Edmond Whettnall
Pour les articles homonymes, voir Whettnall.
Le baron Edmond-Charles-Toussaint Whettnall, né le 1er novembre 1843 à Liège et mort le 28 mars 1913 à Bruxelles, est un homme politique belge.

## Biographie
Edmond Whettnall est le fils du baron Charles Whettnall (nl) (1811-1882) et de la baronne Laure Travers de Jever (1812-1895), fille du général-baron Étienne Jacques Travers de Jever, et le frère de l'ambassadeur Edouard Whettnall (nl) (1839-1903). Il épousa la comtesse Nathalie d'Oultremont, fille de Ferdinand d'Oultremont, chambellan du roi Guillaume Ier des Pays-Bas (qui deviendra son beau-frère après son mariage avec Henriette d'Oultremont), et sœur du général Adrien d'Oultremont et d' Émile d'Oultremont. Ses filles épousèrent Charles Ullens de Schooten et le colonel Paul Ablaÿ.
Il suivit ses études à l'Université de Liège et en sortit diplômé de littérature et de philosophie, ainsi que docteur en droit. Après son mariage, il s'installa dans le château familial de Nieuwenhoven. Après le décès de son épouse en 1896, il s'installera au château de Sint-Jansberg à Zelem.
Il est bourgmestre de Nieuwerkerken de 1869 à 1899 et conseiller provincial du Limbourg de 1874 à 1887. Le 20 septembre 1887, il est élu sénateur catholique d'Hasselt, puis devient questeur du sénat. Il siégea au Sénat jusqu'à sa mort.
Le baron Whettnall était président du Cercle catholique de Saint-Trond.
Il était commandeur de l'ordre de Léopold, décoré de la Médaille civique de première classe, de la médaille commémorative du règne du roi Léopold II et de la Pro Ecclesia et Pontifice, grand cordon de l'ordre de Saint-Grégoire-le-Grand, commandeur avec plaque de l'ordre de Pie IX, chevalier de l'ordre du Christ du Portugal, etc.

## Distinctions
- Commandeur de l'ordre de Pie IX

## Sources
- Charles de Hemricourt, Vingt-cinq années de gouvernement : le parti catholique belge et son œuvre, 1884-1909, Ed. A. Dewit, 1910
- L. Hymans, Histoire parlementaire de la Belgique de 1831 a 1880, 1906
- Paul van Molle, Le parlement belge, 1894-1972, Anvers, 1972.
- J. L. Soete, Structures et organisations de base du parti catholique en Belgique : 1863-1884, 1996
- Oscar Coomans de Brachène, État présent de la noblesse belge, Annuaire de 2001, Bruxelles, 2001.